# Cirneco dell'Etna
De Cirneco dell'Etna is een hondenras dat afkomstig is van het Italiaanse eiland Sicilië. 
De Cirneco dell' Etna zou net zoals de faraohond afstammen van de tesem.
De Cirneco dell' Etna is een jachthond van het type primitieve honden en wordt gebruikt bij de jacht op konijnen. Het lichaam past in een vierkant. Hun vacht is rood (fulvo), of rood met een minimaal witte tekening. Ze zijn kortharig. 
De Cirneco behoort niet tot de groep van echte windhonden. Hij jaagt in tegenstelling tot windhonden zowel op gehoor, zicht als op geur. De hond zoekt konijnen in de onherbergzame Siciliaanse heuvels. Ze jaagt konijnen uit struiken en zet de achtervolging in. Vaak jagen ze samen met een fretje, die het konijn uit hun hol jaagt, en werken ze in een groep met andere cirnechi. Anders dan windhonden met een gebogen rug om efficient te rennen, is de cirneco haar rug vlak, haar beweging is eerder springerig en cirnechi zijn explosief, ze zijn niet gebouwd voor het rennen over lange afstanden. Het is een oud ras, dat mogelijk al duizenden jaren op Sicilië aanwezig is. Een volwassen reu is ongeveer 48 centimeter hoog, een volwassen teef ongeveer 44 centimeter. Het gewicht varieert tussen de 8 en 12 kilogram.
Akita ·
Amerikaanse akita ·
Alaska-malamute ·
Basenji ·
Canaänhond ·
Canadese eskimohond ·
Chowchow ·
Cirneco dell'Etna ·
Eurasiër ·
Europese sledehond ·
Faraohond ·
Finse lappenhond ·
Finse spits ·
Groenlandse hond ·
Hokkaido ·
IJslandse hond ·
Jämthund ·
Japanse spits ·
Kai ·
Karelische berenhond ·
Keeshond ·
Kintamanihond ·
Kishu ·
Koreaanse jindohond ·
Lapinporokoira ·
Mexicaanse naakthond ·
Noorse buhund ·
Noorse elandhond ·
Noorse lundehond ·
Norrbottenspets ·
Oost-Siberische laika ·
Peruaanse naakthond ·
Podenco canario ·
Podenco ibicenco ·
Podengo Português ·
Russisch-Europese laika ·
Samojeed ·
Shiba ·
Shikoku ·
Siberische husky ·
Taiwandog ·
Thai Bangkaew Dog ·
Thai ridgebackdog ·
Västgötaspets ·
Volpino italiano ·
Westsiberische laika ·
Yakut laika ·
Zweedse lappenhond